# بنجامین لاوت
بنجامین لاوت (انگلیسی: Benjamin Lauth؛ زادهٔ ۴ اوت ۱۹۸۱) بازیکن فوتبال اهل آلمان است.
از باشگاه‌هایی که در آن بازی کرده‌است می‌توان به باشگاه فوتبال فرنتس‌واروش، باشگاه فوتبال هانوفر ۹۶، باشگاه فوتبال هامبورگ، باشگاه فوتبال مونیخ ۱۸۶۰، و باشگاه فوتبال اشتوتگارت اشاره کرد.
وی همچنین در تیم‌های ملی فوتبال جوانان آلمان، زیر ۲۱ سال آلمان، و آلمان بازی کرده‌است.